# 聖約翰大戰紀念碑

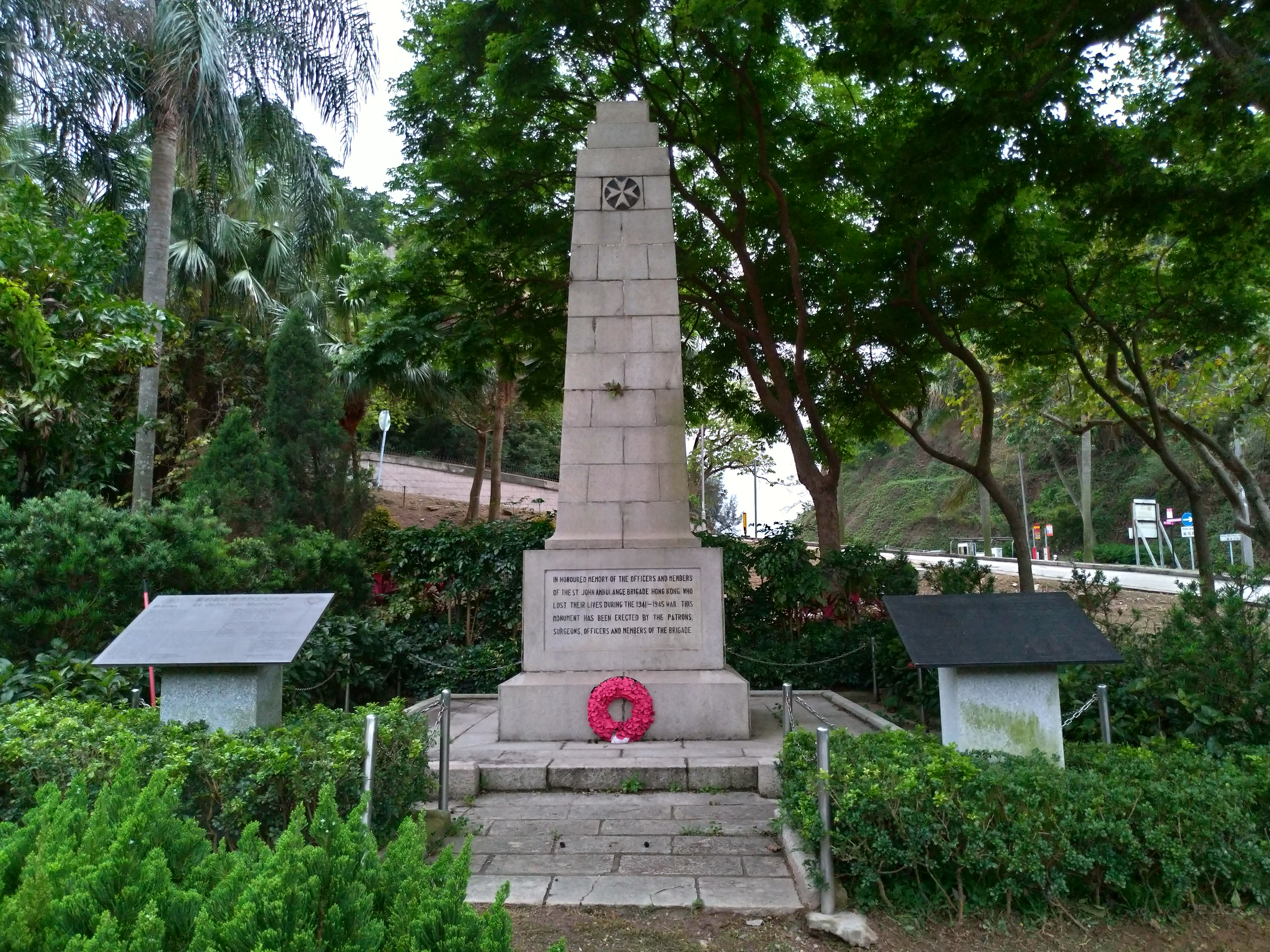
聖約翰大戰紀念碑屹立於黃泥涌峽道。（攝於2020年4月）

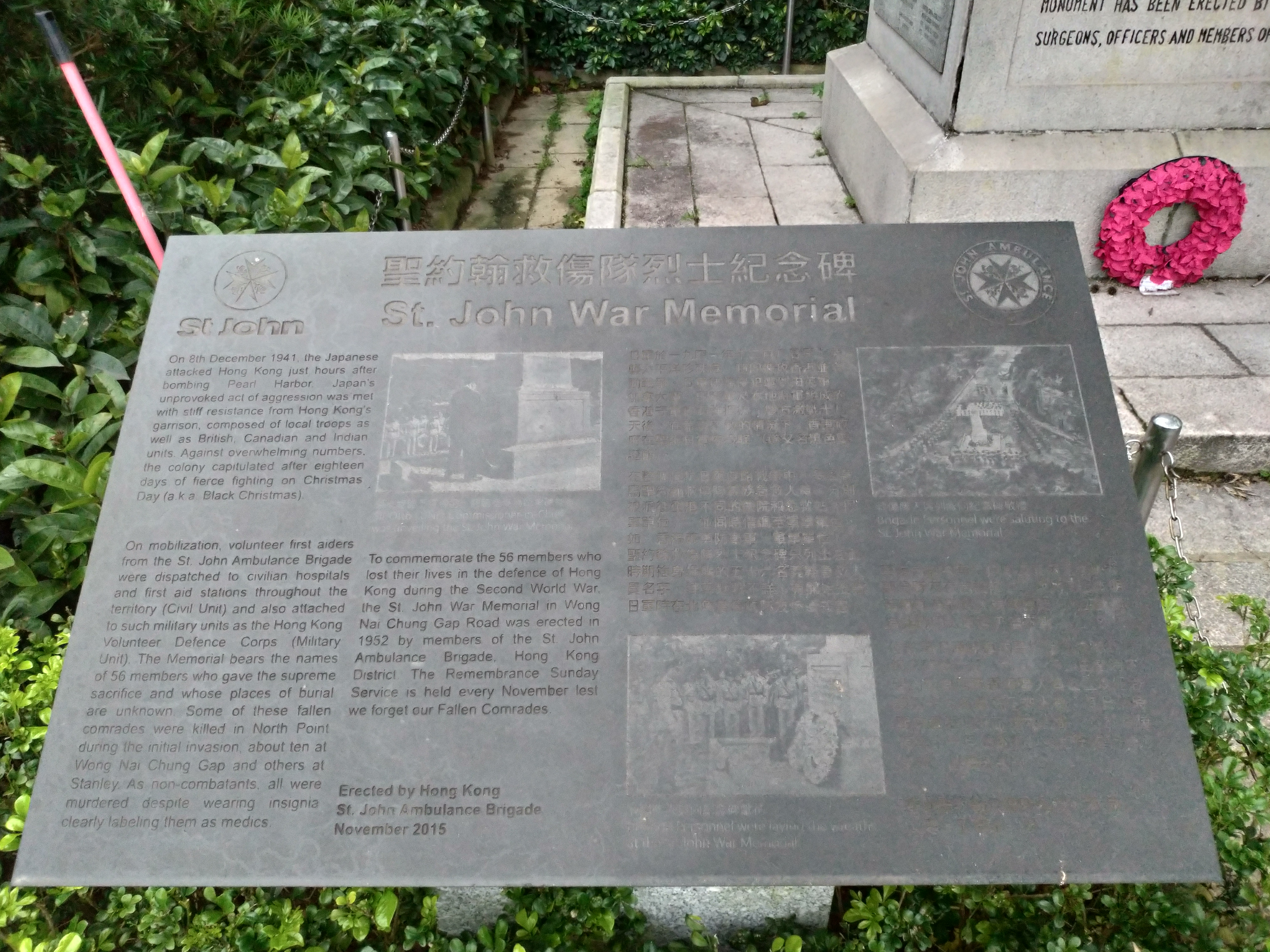
聖約翰大戰紀念碑的牌匾，展示立此紀念碑的詳細資料，其中使用的中文名為“聖約翰救傷隊烈士紀念碑”。

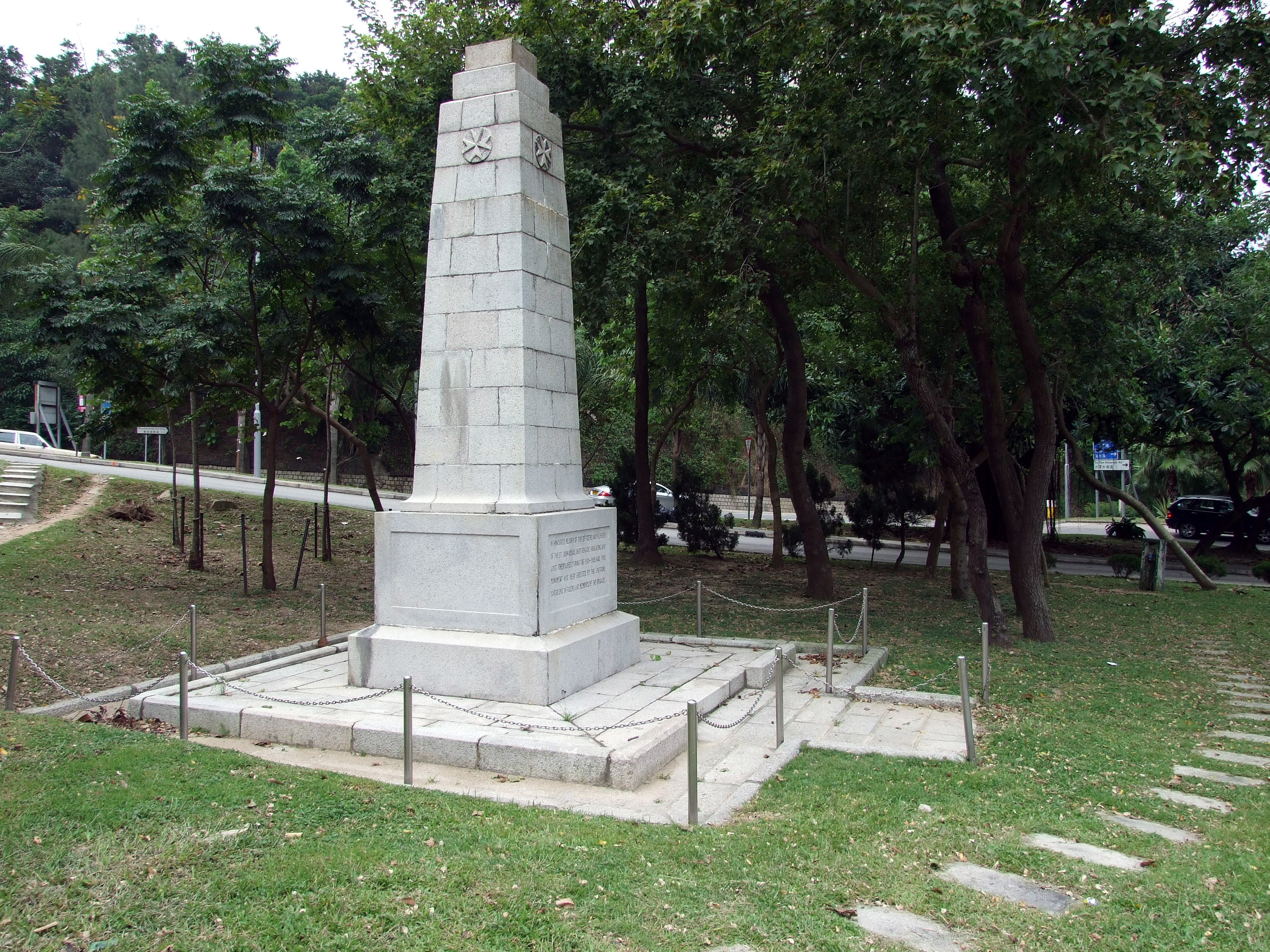
2009年時的聖約翰大戰紀念碑，石碑側面尚未有56名遇難隊員的名單，兩旁也未設置講述隊員事蹟及立碑資料的牌匾。

22°15′27″N 114°11′35″E / 22.257579°N 114.193040°E
聖約翰大戰紀念碑，又作聖約翰救傷隊烈士紀念碑，是一座在香港黃泥涌峽的紀念碑，該紀念碑位於黃泥涌峽道，於1952年豎立，以紀念在香港保衛戰中犧牲的聖約翰救傷隊隊員。

## 豎立背景
香港聖約翰救傷隊於1884年成立，屬香港法定機構，提供非政府的救護服務。1940年7月，隨著日軍入侵香港的可能性與日俱增，香港政府動員300名救傷隊隊員進駐分佈在香港各區的21個救護站，以備在戰爭爆發時提供緊急救護服務。日本於1941年12月8日發動太平洋戰爭，於當日清晨入侵香港，在戰爭期間，救傷隊成員在前線為傷者提供救護服務，雖然救傷隊的隊員已佩戴救護人員的標識，惟日軍卻對醫護人員加以殺害，救傷隊成員分別在北角、柴灣、赤柱及黃泥涌峽等地遇害，有部分隊員在前線拯救傷者時被日軍射殺，也有部分隊員被俘後遭日軍斬首，當中有56名遇難成員最終能辨識身份。

## 立碑悼念
二次大戰結束後，聖約翰救傷隊便籌款為在香港保衛戰中犧牲的隊員設立紀念碑，1952年初，救傷隊籌得足夠費用及取得政府同意後，便開始興建紀念碑。紀念碑豎立於黃泥涌峽，此處是香港保衛戰的主要戰場之一，犧牲的隊員中有頗多便在此山峽被殺，因而決定在該處立碑。1952年2月10日中午，紀念碑由聖約翰救護機構總監岳圖倫主持揭幕，當日約有300多人出席典禮。此後，在每年和平紀念日的最接近之週日，救傷隊成員都會到紀念碑獻花及悼念在戰時死難的隊員。
這座最初是建於黃泥涌峽道與淺水灣道交界處的山邊，前面便是馬路，但由於出席悼念活動的隊員眾多，部分人員須站出馬路，須要交通警暫時封路，以便悼念儀式可順利進行。為免對交通造成影響，1993年6月，香港政府撥出原址附近的一幅土地，用來遷置紀念碑，新址位於黃泥涌峽道南北行線及大潭水塘道的分隔草坪，雖然前往紀念碑必須橫過馬路，但新址可避免隊員在舉行儀式時要站出馬路。

## 碑文及牌匾
紀念碑是一座近似正方錐體的石碑，頂部四周都刻有代表聖約翰救護機構的马耳他十字徽章，此徽章乃出自十字軍東征時期的一個醫護團體。在紀念碑的基座四周，皆有刻字，其中前後兩面，刻有為紀念在1941至1945年間犧牲的隊員而豎立的簡述；兩側是56名在戰時遇難的隊員名單。2015年11月，另於紀念碑前方的兩旁各豎立一塊牌匾，左方的牌匾講述在香港保衛戰中犧牲的事蹟，另一塊牌匾則收錄贊助人的名單。
碑身正面的铭刻记叙如下：
|  | In honoured memory of the officers and members Of the St. John Ambulance Brigade Hong Kong who lost their lives during The 1941-1945 War. This monument has been erected by the patrons, Surgeons, officers and members of the brigade. |

相应的汉语文意可为：
|  | 圣约翰救护机构香港分会之 赞助者，医师，会士及众会员 谨立此碑，向本会于 1941至1945年大战中牺牲的会士和会众们 致以最崇高的敬意。 |